# Pärnu
Pärnu (în germană Pernau) este capitala județului Pärnu, Estonia. Orașul a fost locuit de germanii baltici.
Orașul a fost membru al alianței politice, militare și economice al Ligii Hanseatice originare (1267 - 1862).

## Istoric
Anul oficial al întemeierii orașului este considerat 1251. În acel an epicopul de Saare-Lääne și-a strǎmutat reședința din Lihula în castelul Vana-Pärnu, pe malul drept al râului Pärnu. De asemenea tot atunci a obținut și drepturile de oraș. Însǎ deja în 1263 orașul a fost jefuit și distrus de lituanieni. Noul oraș - Uus-Pärnu, s-a dezvoltat pe malul stâng al râului, deja pe teritoriul statului Teuton. A fǎcut parte din Liga Hanseatică, având o mare importațǎ pentru Livonia, ca port deschis tot anul.
În 1710 în timpul Marelui Război al Nordului a fost ocupat de trupele ruse. De atunci (1710) și pânǎ în 1917 orașul a fǎcut parte din Imperiul Rus. Din 1919 face parte din Estonia interbelică, dezvoltându-se ca stațiune balnearǎ. Ca urmare a pactului Ribbentrop-Molotov, Estonia, respectiv orașul este din nou ocupat de ruși. Astfel pentru o perioadǎ de 48 ani (1940 - 1941; 1944 - 1991) este parte din URSS, ca din 1991 sǎ devinǎ din oraș liber în componența Estoniei independente.

## Galerie de imagini

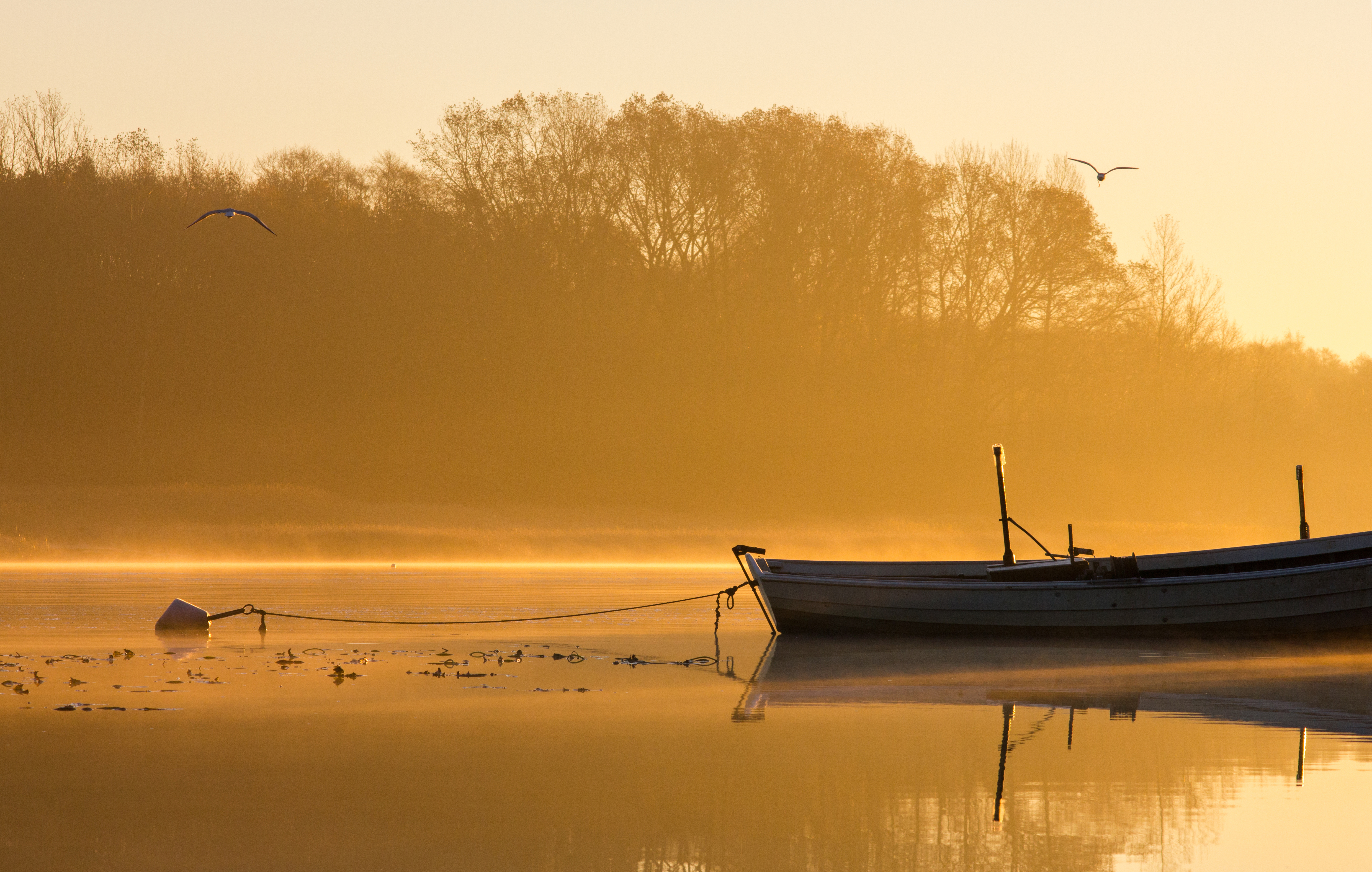
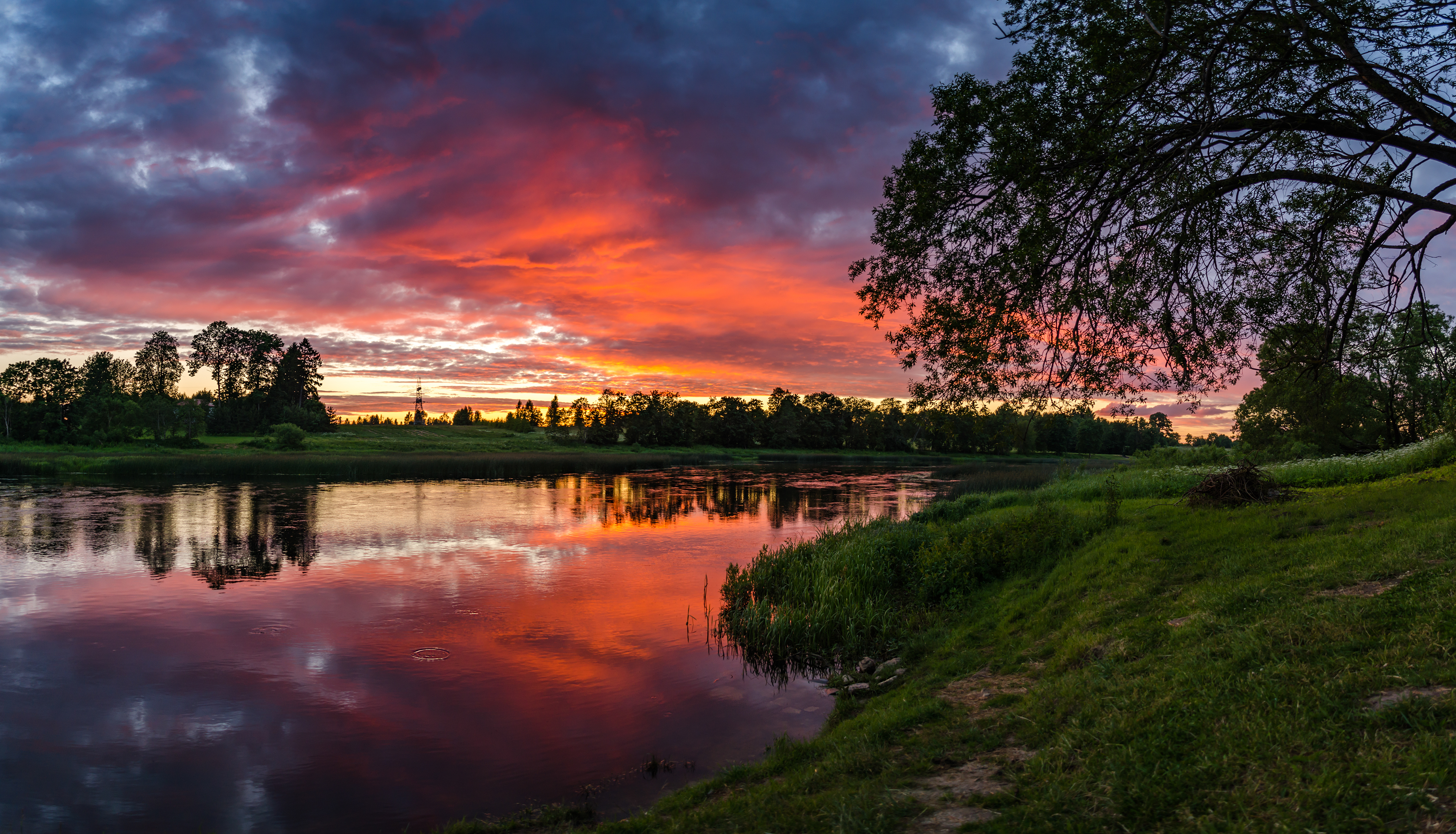
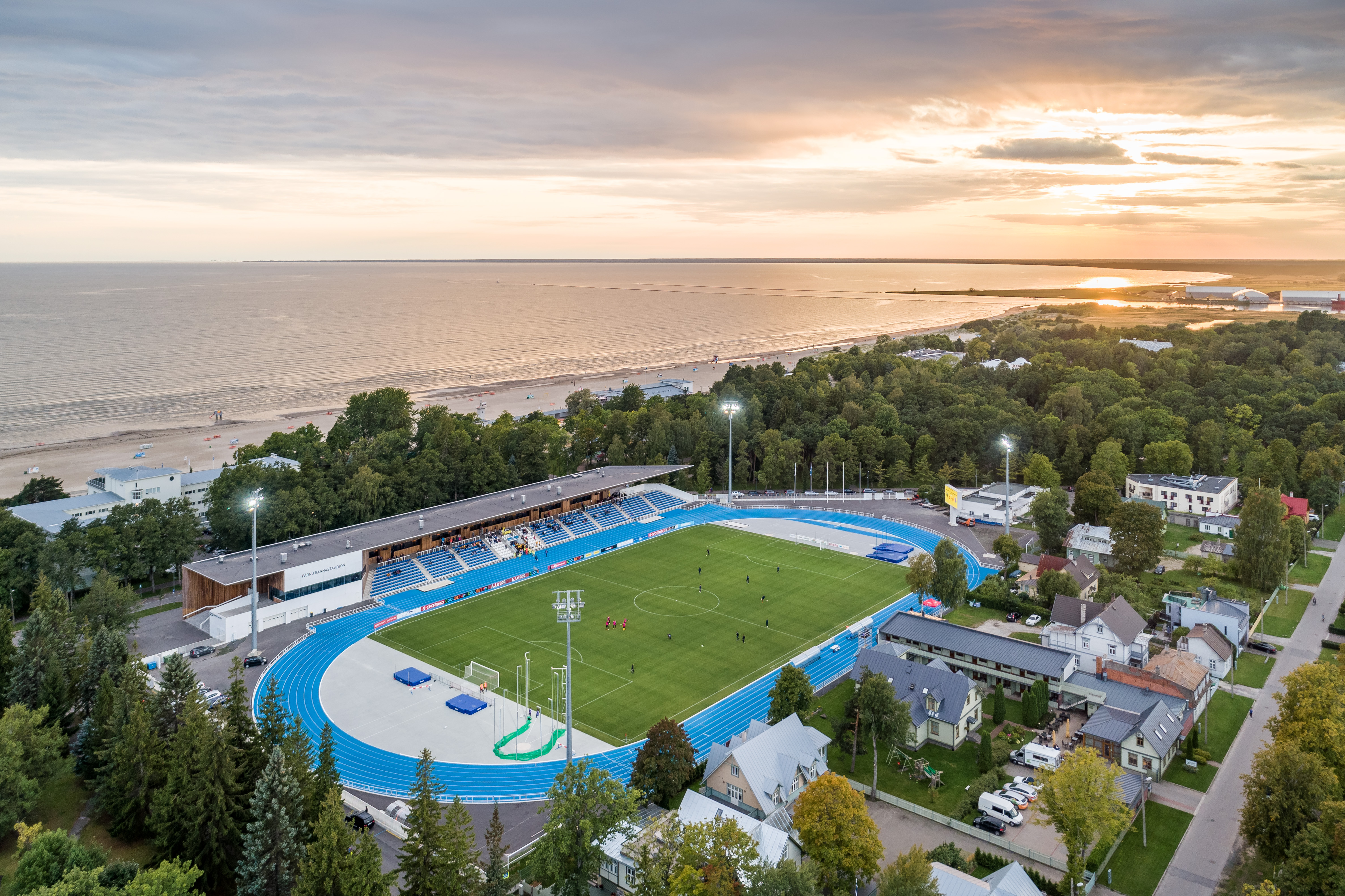
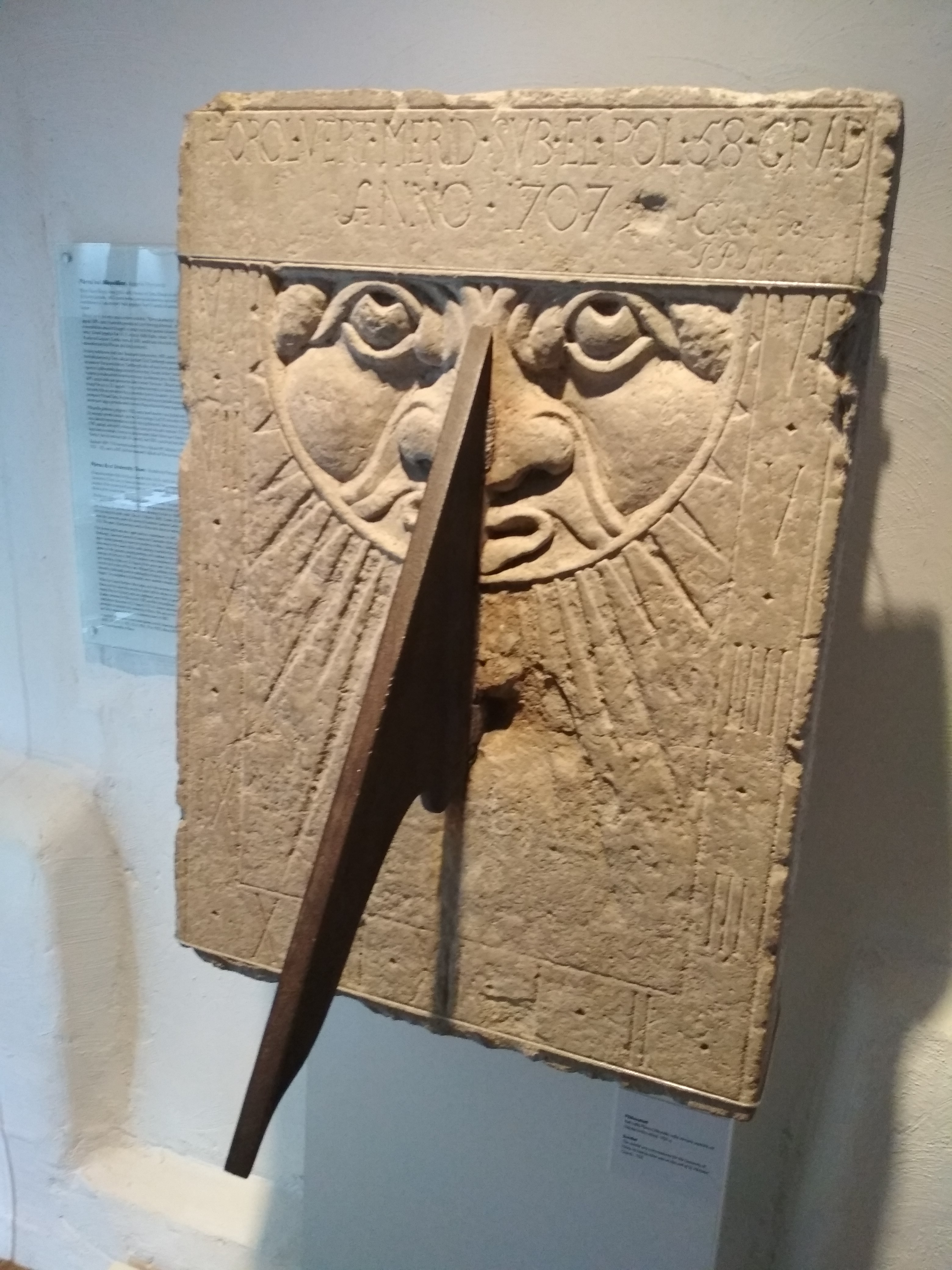